# Desetljeće
Desetljeće je razdoblje od 10 godina. 

## Opis
Desetljeće može biti bilo koje razdoblje od deset godina. Obično se za godine u rasponu od 1. do 10. kaže da su prvo desetljeće, npr. od 1. siječnja 1901. do 31. prosinca 1910. su prvo desetljeće 20. stoljeća, tako i od 1. siječnja 2001. do 31. prosinca 2010. prvo desetljeće 21. stoljeća.
Za godine npr. 1951. – 1960. kaže se da su pedesete godine, 1961. – 1970. su šezdesete i tako redom pošto se idućom punom godinom puni prva godina sljedećeg desetljeća.
Nedoumice nastaju kada se izostavi sagledati podjelu prirodnog broja na manje jedinice koji u ovom slučaju čine mjeseci i dani. Tako prvih pet minuta 21. stoljeća, dakle 00:05 sati 1. siječnja 2001. godine, također spada u 1. desetljeće 21. stoljeća. Usto kažemo da je npr. dijete proslavom svog 9. rođendana ušlo u 10. godinu života i sl. Budući da se vrijeme počinje računati od 1. godine, a ne od nulte.